# Marta Michna
Marta Michna, née Zielińska le 30 janvier 1978 à Głogów, est une joueuse d'échecs polonaise puis allemande. Championne de Pologne en 2003, elle a obtenu le titre de grand maître international féminin en 1999. Elle fut championne d'Europe par équipe avec la Pologne en 2005.
Au 1er août 2017, elle est la deuxième joueuse allemande et la 83e joueuse mondiale avec un classement Elo de 2 376 points.

## Biographie
En 2006, Marta Michna a épousé le joueur d'échecs allemand Christian Michna et s'est installée à Hambourg. Elle est affiliée à la fédération allemande d'échecs depuis 2007.

## Championnats du monde féminins
Marta Michna (Zielinska) a remporté le  championnat d'Europe féminin des moins de 18 ans en 1995 et le championnat du monde féminin des moins de 18 ans en 1996. 
Elle a participé trois fois au championnat du monde d'échecs féminin : en 2000, 2001 et 2006. En 2000, elle fut éliminée par Ekaterina Kovalevskaïa au deuxième tour. En 2001, elle battit l'ancienne championne du monde Nona Gaprindachvili avant de perdre au deuxième tour face à Almira Skripchenko. En 2006, elle fut éliminée au premier tour par Ketevan Arakhamia-Grant.

## Compétitions par équipe
Marta Michna a participé à sept olympiades. Elle a représenté la Pologne lors de quatre olympiades d'échecs féminines : elle joua  à l'échiquier de réserve en 1996 (médaille d'or individuelle), puis en 1998, 2000 et 2004 (médaille de bronze individuelle). 
Avec l'Allemagne, elle a participé aux olympiades de 2008 (3e échiquier), 2012 (4e échiquier) et 2016 (au deuxième échiquier).
Elle a également participé aux six championnats d'Europe par équipe de 2003 à 2013, remportant la médaille d'or par équipe avec la Pologne en 2013.